# Fortaleza de Valença
La fortaleza de Valencia de Miño se localiza en el municipio portugués de Valencia de Miño, perteneciente al distrito de Viana do Castelo.

## Historia

### Antecedentes
La fortificación de Valencia, en la margen izquierda del río Miño, en la raya portuguesa con España por Galicia, se remonta al siglo XII hasta el siglo XIII. Se destinaba a la defensa de la población y la travesía de aquel tramo del río.

### La Guerra de Restauración y la construcción de la Plaza-Fuerte
En el contexto de la Guerra de Restauración portuguesa, esa fortificación limítrofe fue enteramente reformada con proyecto del francés Miguel de l'Ècole. De ese modo, fueron reconstruidos los muros para cercar el perímetro extendido de la villa, y erguidas nuevas estructuras abaluartadas, entre las cuales:
- la llamada Coroada, con tres baluartes (Santa Ana, San Jerónimo, y Santa Bárbara) y dos medio-baluartes (San  José y San Antonio);
- abiertos nuevos fosos;
- revellines para la defensa de algunas cortinas
- siete nuevos baluartes: Carmo, Esperanza, Faro, Lapa, San Francisco, San  Juan y Socorro.[2]

Ya con las primeras obras en marcha, resistió a una incursión española al inicio de la guerra de Restauración (1643). Aún en obras, cayó en mano españolas en 1654, para ser inmediatamente reconquistada por tropas portuguesas bajo el mando del conde de Castelo Melhor. Las obras proseguían en 1661, para ser concluidas en 1713, cuando su último arquitecto, Manuel Pinto de Vilalobos, la dio por concluida. Al final del siglo XVIII, fueron reforzados los muros del Paiol de la Pólvora y levantado el  Paiol do Açougue (1774).

### DelsigloXIXa nuestros días
Durante la Guerra Peninsular, después de la resistencia local, cayó ante las tropas napoleónicas bajo el mando de Soult (1809), que hicieron explotar la Porta do Sol.
Durante las Guerras Liberales, se unió al partido liberal en 1828, durante la Belfastada, siendo sitiada por fuerzas realistas, finalmente, se rindió al fin de nueve días. Fue reconquistada por los liberales en 1830 con el refuerzo del almirante inglés Charles Napier.
Considerada como la fortificación más importante del Alto Minho, objeto de diversas intervenciones de conservación y restauración a lo largo del siglo XX, las estructuras que llegaron hasta nosotros se encuentran en buen estado de conservación, abiertas a las visitas públicas.

## Características
Con la reconstrucción de las defensas que transformaron Valencia en una Plaza-Fuerte, la población fue separada del río por una red de baluartes y por medio de fosos y de pasajes inferiores.
Planmétricamente, al abrigo de un intrincado conjunto de baluartes, revellines y fosos, en dos grandes áreas que se comunicaban por la llamada Porta do Meio (Puerta del Medio): el sector Norte, que comprende la antigua villa, y el sector Sur, una área más pequeña y más abierta: la llamada Coroada (Coronada).